# Prnjavor (Kalesija)
Pour les articles homonymes, voir Prnjavor.
Prnjavor (en cyrillique : Прњавор) est un village de Bosnie-Herzégovine. Il est situé dans la municipalité de Kalesija, dans le canton de Tuzla et dans la fédération de Bosnie-et-Herzégovine. Selon les premiers résultats du recensement bosnien de 2013, il compte 1 659 habitants.

## Démographie

### Évolution historique de la population
| 1948 | 1953 | 1961  | 1971  | 1981 | 1991  | 2013  |
| ---- | ---- | ----- | ----- | ---- | ----- | ----- |
| -    | -    | 1 232 | 1 832 | 858  | 1 090 | 1 659 |

|  |